# Aeropuerto Comodoro P. Zanni
El Aeropuerto Comodoro Pedro Zanni (IATA: PEH - OACI: SAZP) es un aeropuerto argentino que da servicio a la ciudad de Pehuajó, Buenos Aires, Argentina.